# Società Sportiva Lazio 1999-2000
Questa voce raccoglie le informazioni riguardanti la Società Sportiva Lazio nelle competizioni ufficiali della stagione 1999-2000.

## Stagione
(Alex Ferguson, 5 novembre 2011)

La festa per il ritorno allo scudetto dopo ventisei anni

Nella stagione 1999-2000 ventisei anni dopo il primo titolo italiano, la Lazio torna campione d'Italia, aggiudicandosi lo scudetto nell'ultima giornata di campionato. La stagione del centenario è stata inaugurata dalla conquista della Supercoppa UEFA: la Lazio, che vi ha preso parte avendo vinto l'ultima edizione della Coppe delle Coppe, ha sconfitto il Manchester United (campione d'Europa) con una rete di Salas.
Durante la prima parte del campionato i romani hanno abitato stabilmente i vertici della classifica, in compagnia della Juventus, riportando due sole sconfitte nel derby e contro il Venezia. A fregiarsi del titolo d'inverno sono stati, per un solo punto i bianconeri. Nel girone di ritorno la Lazio si è resa protagonista di una rimonta simile a quella che aveva subìto l'anno precedente dal Milan, con otto turni ancora da giocare, si ritrovava a −9. Lo scontro diretto giocato al Delle Alpi è stato vinto grazie al gol di Simeone. La sconfitta (1-0) in casa del Verona il 19 marzo sembrava aver spento le speranze ma, alla terzultima del torneo furono proprio gli scaligeri a rilanciare gli aquilotti in corsa, battendo al Bentegodi (2-0) la Juventus capolista. Le sorti del tricolore si sono decise sul filo di lana dell'ultima giornata, con la vittoria (3-0) sulla Reggina e il crollo definitivo (1-0) della Juventus sotto una pioggia incessante al Curi di Perugia, che ha assegnato alla Lazio il suo secondo scudetto.
Questa stagione, grazie al secondo posto ottenuto l'anno precedente, alle spalle del Milan, ha anche portato all'esordio della Lazio in Champions League. I biancocelesti sono stati estromessi nei quarti di finale dal Valencia. La Lazio in questa stagione indelebile, ha vinto anche la Coppa Italia, superando nella doppia finale l'Inter. Per la società romana si è trattato del terzo trionfo in questa manifestazione, la prima nel 1957-1958, la seconda due stagioni prima nel 1997-1998.

## Divise e sponsor

Il neoacquisto Simone Inzaghi, capocannoniere stagionale della squadra, in azione con la divisa albiceleste di coppa.

Lo sponsor tecnico della stagione è Puma, mentre gli sponsor ufficiali sono Cirio in campionato, Stream TV in Coppa Italia e Del Monte nelle coppe europee.
La prima maglia è celeste ma si dota di un'inedita banda nera orizzontale sul petto bordata di bianco e interrotta al centro dal logo del fornitore. I pantaloncini sono bianchi (in certi frangenti neri presi dalla terza maglia) con banda nera ai fianchi bordata di celeste, i calzettoni celesti con inserti neri (in alcune gare neri presi dalla terza divisa). La seconda divisa è di colore giallo, la terza nera.
| Casa | Trasferta | Terza divisa | 1º Centenario | 2º Centenario | 1ª Europa | Portiere |

## Organigramma societario
Area direttiva
- Presidente: Sergio Cragnotti
- Amministratore delegato: Elisabetta Cragnotti

Area tecnica
- Direttore sportivo: Nello Governato
- Allenatore: Sven-Göran Eriksson
- Allenatore in seconda: Luciano Spinosi

## Rosa

Alessandro Nesta, capitano del secondo scudetto laziale

| N. |                       | Ruolo | Calciatore                  |
| -- | --------------------- | ----- | --------------------------- |
| 1  | Italia (bandiera)     | P     | Luca Marchegiani            |
| 2  | Italia (bandiera)     | D     | Paolo Negro                 |
| 4  | Italia (bandiera)     | C     | Dario Marcolin              |
| 5  | Italia (bandiera)     | D     | Giuseppe Favalli            |
| 6  | Argentina (bandiera)  | D     | Néstor Sensini              |
| 7  | Portogallo (bandiera) | C     | Sérgio Conceição            |
| 8  | Croazia (bandiera)    | A     | Alen Bokšić                 |
| 9  | Cile (bandiera)       | A     | Marcelo Salas               |
| 10 | Italia (bandiera)     | A     | Roberto Mancini             |
| 11 | Jugoslavia (bandiera) | D     | Siniša Mihajlović           |
| 12 | Italia (bandiera)     | P     | Emanuele Concetti           |
| 13 | Italia (bandiera)     | D     | Alessandro Nesta (capitano) |
| 14 | Argentina (bandiera)  | C     | Diego Simeone               |
| 15 | Italia (bandiera)     | D     | Giuseppe Pancaro            |
| 16 | Italia (bandiera)     | C     | Attilio Lombardo            |

| N. |                       | Ruolo | Calciatore           |
| -- | --------------------- | ----- | -------------------- |
| 17 | Svizzera (bandiera)   | D     | Guerino Gottardi     |
| 18 | Rep. Ceca (bandiera)  | C     | Pavel Nedvěd         |
| 19 | Svezia (bandiera)     | A     | Kennet Andersson     |
| 20 | Jugoslavia (bandiera) | C     | Dejan Stanković      |
| 21 | Italia (bandiera)     | A     | Simone Inzaghi       |
| 22 | Italia (bandiera)     | P     | Marco Ballotta       |
| 23 | Argentina (bandiera)  | C     | Juan Sebastián Verón |
| 24 | Portogallo (bandiera) | D     | Fernando Couto       |
| 25 | Argentina (bandiera)  | C     | Matías Almeyda       |
| 27 | Italia (bandiera)     | C     | Giampiero Pinzi      |
| 28 | Italia (bandiera)     | P     | Luca Mondini         |
| 30 | Italia (bandiera)     | D     | Emiliano Conti       |
| 33 | Italia (bandiera)     | A     | Fabrizio Ravanelli   |
| 29 | Italia (bandiera)     | D     | Marco Pisano         |

## Calciomercato

### Sessione estiva
| Acquisti | Acquisti             | Acquisti         | Acquisti      |
| R.       | Nome                 | da               | Modalità      |
| -------- | -------------------- | ---------------- | ------------- |
| P        | Luca Mondini         | Napoli           | prestito      |
| P        | Flavio Roma          | Chievo           | fine prestito |
| D        | Néstor Sensini       | Parma            | definitivo    |
| C        | Dario Marcolin       | Blackburn Rovers | fine prestito |
| C        | Diego Simeone        | Inter            | definitivo    |
| C        | Juan Sebastián Verón | Parma            | definitivo    |
| A        | Kennet Andersson     | Bologna          | definitivo    |
| A        | Simone Inzaghi       | Piacenza         | definitivo    |
| A        | Igor Protti          | Reggiana         | fine prestito |

| Cessioni | Cessioni          | Cessioni            | Cessioni            |
| R.       | Nome              | a                   | Modalità            |
| -------- | ----------------- | ------------------- | ------------------- |
| P        | Flavio Roma       | Piacenza            | definitivo          |
| D        | Federico Crovari  | Treviso             | definitivo          |
| D        | Stefano Di Fiordo | Padova              | definitivo          |
| C        | Roberto Baronio   | Reggina             | compartecipazione   |
| C        | Iván de la Peña   | Olympique Marsiglia | prestito            |
| A        | Kennet Andersson  | Bologna             | definitivo          |
| A        | Igor Protti       | Livorno             | definitivo          |
| A        | Giuseppe Signori  | Bologna             | riscatto cartellino |
| A        | Christian Vieri   | Inter               | definitivo          |

### Sessione invernale
| Acquisti | Acquisti           | Acquisti            | Acquisti   |
| R.       | Nome               | da                  | Modalità   |
| -------- | ------------------ | ------------------- | ---------- |
| A        | Fabrizio Ravanelli | Olympique Marsiglia | definitivo |

| Cessioni | Cessioni     | Cessioni | Cessioni   |
| R.       | Nome         | a        | Modalità   |
| -------- | ------------ | -------- | ---------- |
| D        | Marco Pisano | Brescia  | definitivo |

## Risultati

### Serie A

#### Girone di andata
| Arbitro: | Farina (Novi Ligure) |

|                             |           |             |
| Verón 4’ Inzaghi 63’ (rig.) | Marcatori | 77’ O'Neill |

| Bari 11 settembre 1999, ore 20:30 CEST 2ª giornata | Bari            | 0 – 0 referto | Lazio | Stadio San Nicola (28 067 spett.)\| Arbitro: \| Treossi (Forlì) \| |
| Arbitro:                                           | Treossi (Forlì) |               |       |                                                                    |

| Arbitro: | Braschi (Prato) |

|                                        |           |  |
| Verón 14’ (rig.) Inzaghi 45’ Salas 88’ | Marcatori |  |

| Arbitro: | Collina (Viareggio) |

|                |           |                       |
| Boghossian 66’ | Marcatori | 30’ Salas 69’ Almeyda |

| Arbitro: | Bazzoli (Merano) |

|                                             |           |                                                     |
| Verón 18’ Abbiati 36’ (aut.) Salas 38’, 72’ | Marcatori | 43’, 63’ (rig.), 68’ Ševčenko 35’ (aut.) Mihajlović |

| Arbitro: | Rosetti (Torino) |

|  |           |                                     |
|  | Marcatori | 30’ Verón 42’ Bokšić 84’ Mihajlović |

| Arbitro: | Cesari (Genova) |

|                                              |           |                    |
| Pancaro 26’ Stanković 30’, 32’ Inzaghi 90+3’ | Marcatori | 16’, 33’ Lucarelli |

| Arbitro: | Treossi (Forlì) |

|              |           |             |
| Zamorano 36’ | Marcatori | 90’ Pancaro |

| Arbitro: | Racalbuto (Gallarate) |

|                                          |           |  |
| Verón 18’ Salas 22’ Negro 45’ Bokšić 63’ | Marcatori |  |

| Arbitro: | Tombolini (Ancona) |

|                                      |           |                       |
| Delvecchio 7’, 11’ Montella 26’, 31’ | Marcatori | 52’ (rig.) Mihajlović |

| Roma 28 novembre 1999, ore 20:30 CET 11ª giornata | Lazio           | 0 – 0 referto | Juventus | Stadio Olimpico (72 101 spett.)\| Arbitro: \| Braschi (Prato) \| |
| Arbitro:                                          | Braschi (Prato) |               |          |                                                                  |

| Arbitro: | Messina (Bergamo) |

|  |           |                         |
|  | Marcatori | 37’ Salas 62’ Conceição |

| Arbitro: | Bazzoli (Merano) |

|                          |           |  |
| Bokšić 15’ Stanković 71’ | Marcatori |  |

| Arbitro: | Bolognino (Milano) |

|                         |           |  |
| Salas 8’ Mihajlović 59’ | Marcatori |  |

| Arbitro: | Farina (Novi Ligure) |

|                      |           |  |
| Ganz 18’ Maniero 56’ | Marcatori |  |

| Arbitro: | Racalbuto (Gallarate) |

|                                      |           |               |
| Salas 41’ Nedvěd 76’ Ravanelli 90+3’ | Marcatori | 48’ Andersson |

| Reggio Calabria 16 gennaio 2000, ore 15:00 CET 17ª giornata | Reggina         | 0 – 0 referto | Lazio | Stadio Oreste Granillo (24 041 spett.)\| Arbitro: \| Cesari (Genova) \| |
| Arbitro:                                                    | Cesari (Genova) |               |       |                                                                         |

#### Girone di ritorno
| Cagliari 22 gennaio 2000, ore 20:30 CET 18ª giornata | Cagliari             | 0 – 0 referto | Lazio | Stadio Sant'Elia (15 666 spett.)\| Arbitro: \| Farina (Novi Ligure) \| |
| Arbitro:                                             | Farina (Novi Ligure) |               |       |                                                                        |

| Arbitro: | Serena (Bassano del Grappa) |

|                                           |           |             |
| Mihajlović 2’ (rig.) Salas 39’ Nedvěd 43’ | Marcatori | 42’ Spinesi |

| Arbitro: | Pellegrino (Barcellona Pozzo di Gotto) |

|                                 |           |                                                            |
| Ferrante 83’ (rig.) Galante 90’ | Marcatori | 9’ Sensini 55’ (rig.) Mihajlović 66’ Ravanelli 90+1’ Salas |

| Roma 13 febbraio 2000, ore 20:30 CET 21ª giornata | Lazio            | 0 – 0 referto | Parma | Stadio Olimpico (47 126 spett.)\| Arbitro: \| Bazzoli (Merano) \| |
| Arbitro:                                          | Bazzoli (Merano) |               |       |                                                                   |

| Arbitro: | Rosetti (Torino) |

|                              |           |             |
| Boban 38’ (rig.), 45’ (rig.) | Marcatori | 84’ Inzaghi |

| Arbitro: | Braschi (Verona) |

|                     |           |               |
| Negro 18’ Salas 48’ | Marcatori | 89’ Locatelli |

| Arbitro: | Messina (Bergamo) |

|  |           |            |
|  | Marcatori | 38’ Nedvěd |

| Arbitro: | Braschi (Prato) |

|                         |           |                          |
| Inzaghi 83’ Pancaro 88’ | Marcatori | 19’ Recoba 79’ Di Biagio |

| Arbitro: | Serena (Bassano del Grappa) |

|            |           |  |
| Morfeo 30’ | Marcatori |  |

| Arbitro: | Messina (Bergamo) |

|                      |           |             |
| Nedvěd 25’ Verón 28’ | Marcatori | 3’ Montella |

| Arbitro: | Farina (Novi Ligure) |

|  |           |             |
|  | Marcatori | 66’ Simeone |

| Arbitro: | Rosetti (Torino) |

|              |           |  |
| Lombardo 48’ | Marcatori |  |

| Arbitro: | Tombolini (Ancona) |

|                                 |           |                                             |
| Batistuta 25’, 90+2’ Chiesa 54’ | Marcatori | 27’ Nedvěd 31’ Bokšić 89’ (rig.) Mihajlović |

| Arbitro: | Messina (Bergamo) |

|  |           |                       |
|  | Marcatori | 60’ Simeone 68’ Verón |

| Arbitro: | Racalbuto (Gallarate) |

|                                              |           |                       |
| Simeone 39’ Inzaghi 45+2’ Maniero 83’ (aut.) | Marcatori | 58’ Pedone 90+3’ Ganz |

| Arbitro: | Messina (Bergamo) |

|                  |           |                                     |
| Signori 39’, 89’ | Marcatori | 25’ Conceição 63’ Simeone 75’ Salas |

| Arbitro: | Borriello (Mantova) |

|                                                 |           |  |
| Inzaghi 33’ (rig.) Verón 37’ (rig.) Simeone 59’ | Marcatori |  |

### Coppa Italia
| Arbitri: | Messina (Bergamo) Borriello (Mantova) |

|               |           |            |
| Vecchiola 76’ | Marcatori | 65’ Bokšić |

| Arbitri: | Pellegrino (Barcellona Pozzo di Gotto) Fausti (Milano) |

|                                              |           |            |
| Mihajlović 14’, 89’ Inzaghi 50’ Bokšić 90+4’ | Marcatori | 53’ Sotgia |

| Arbitri: | Messina (Bergamo) Pellegrino (Barcellona Pozzo di Gotto) |

|                                    |           |                                  |
| Zidane 12’ Conte 30’ Kovačević 43’ | Marcatori | 52’ (rig.) Ravanelli 80’ Mancini |

| Arbitri: | Collina (Viareggio) Braschi (Prato) |

|                        |           |               |
| Bokšić 54’ Simeone 81’ | Marcatori | 73’ Del Piero |

| Arbitri: | Bolognino (Milano) Bonfrisco (Monza) |

|                                                                  |           |  |
| Mancini 14’, 24’ Mihajlović 29’ (rig.), 59’ (rig.) Ravanelli 88’ | Marcatori |  |

| Arbitri: | Branzoni (Pavia) Castellani (Verona) |

|                        |           |                 |
| Valtolina 53’ Berg 90’ | Marcatori | 2’, 73’ Inzaghi |

| Arbitri: | Trentalange (Torino) Pellegrino (Barcellona Pozzo di Gotto) |

|                        |           |            |
| Nedvěd 40’ Simeone 52’ | Marcatori | 8’ Seedorf |

| Milano 18 maggio 2000, ore 20:50 CEST Finale - Ritorno | Inter                             | 0 – 0 | Lazio | Stadio Giuseppe Meazza\| Arbitri: \| Paparesta (Bari) Rosetti (Torino) \| |
| Arbitri:                                               | Paparesta (Bari) Rosetti (Torino) |       |       |                                                                           |

### Champions League

#### Prima fase a gironi
| Arbitro: | Poll |

|              |           |                |
| Neuville 14’ | Marcatori | 18’ Mihajlović |

| Arbitro: | Díaz Vega |

|                     |           |                   |
| Negro 70’ Salas 72’ | Marcatori | 67’ (rig.) Rebrov |

| Arbitro: | Cardoso Cortez Batista |

|                                          |           |  |
| Inzaghi 60’ Conceição 62’ Salas 70’, 77’ | Marcatori |  |

| Arbitro: | Hauge |

|  |           |                                               |
|  | Marcatori | 36’ Mihajlović 50’, 74’ Inzaghi 62’ Stanković |

| Arbitro: | Dallas |

|           |           |             |
| Nedvěd 1’ | Marcatori | 44’ Kirsten |

| Arbitro: | Durkin |

|  |           |                    |
|  | Marcatori | 18’ (aut.) Mamedov |

#### Seconda fase a gironi
| Arbitro: | Diaz Vega |

|  |           |                             |
|  | Marcatori | 64’ Stanković 77’ Conceição |

| Roma 7 dicembre 1999, ore 20:45 CET 2ª giornata | Lazio | 0 – 0 referto | Chelsea | Stadio Olimpico\| Arbitro: \| Krug \| |
| Arbitro:                                        | Krug  |               |         |                                       |

| Arbitro: | López Nieto |

|           |           |                   |
| Verón 37’ | Marcatori | 78’, 84’ Tomasson |

| Rotterdam 8 marzo 2000, ore 20:45 CET 4ª giornata | Feyenoord | 0 – 0 referto | Lazio | Feijenoord Stadion\| Arbitro: \| Benkö \| |
| Arbitro:                                          | Benkö     |               |       |                                           |

| Arbitro: | Frisk |

|                                       |           |           |
| Inzaghi 17’, 36’, 38’, 71’ Bokšić 82’ | Marcatori | 50’ Leroy |

| Arbitro: | Melo Pereira |

|           |           |                            |
| Poyet 45’ | Marcatori | 54’ Inzaghi 66’ Mihajlović |

#### Fase ad eliminazione diretta
| Arbitro: | Milton Nielsen |

|                                                   |           |                       |
| Angulo 1’ Gerard 4’, 40’, 80’ Claudio López 90+2’ | Marcatori | 27’ Inzaghi 88’ Salas |

| Arbitro: | Jol |

|           |           |  |
| Verón 52’ | Marcatori |  |

### Supercoppa UEFA
| Arbitro: | Wójcik |

|  |           |           |
|  | Marcatori | 35’ Salas |

## Statistiche

### Statistiche di squadra
Statistiche aggiornate al 18 maggio 2000.
| Competizione     | Punti | In casa | In casa | In casa | In casa | In trasferta | In trasferta | In trasferta | In trasferta | Totale | Totale | Totale | Totale | Gf  | Gs | DR |
| Competizione     | Punti | G       | V       | N       | P       | G            | V            | N            | P            | G      | V      | N      | P      | Gf  | Gs | DR |
| ---------------- | ----- | ------- | ------- | ------- | ------- | ------------ | ------------ | ------------ | ------------ | ------ | ------ | ------ | ------ | --- | -- | -- |
| Serie A          | 72    | 17      | 13      | 4       | 0       | 17           | 8            | 5            | 4            | 34     | 21     | 9      | 4      | 64  | 33 | 31 |
| Coppa Italia     | -     | 4       | 4       | 0       | 0       | 4            | 0            | 3            | 1            | 8      | 4      | 3      | 1      | 18  | 9  | 9  |
| Champions League | -     | 7       | 3       | 3       | 1       | 7            | 3            | 3            | 1            | 14     | 6      | 6      | 2      | 26  | 12 | 14 |
| Supercoppa UEFA  | -     | -       | -       | -       | -       | 1            | 1            | 0            | 0            | 1      | 1      | 0      | 0      | 1   | 0  | 1  |
| Totale           | -     | 28      | 21      | 7       | 1       | 28           | 12           | 11           | 6            | 57     | 32     | 18     | 7      | 109 | 54 | 55 |

### Andamento in campionato
| Giornata  | 1 | 2 | 3 | 4 | 5 | 6 | 7 | 8 | 9 | 10 | 11 | 12 | 13 | 14 | 15 | 16 | 17 | 18 | 19 | 20 | 21 | 22 | 23 | 24 | 25 | 26 | 27 | 28 | 29 | 30 | 31 | 32 | 33 | 34 |
| --------- | - | - | - | - | - | - | - | - | - | -- | -- | -- | -- | -- | -- | -- | -- | -- | -- | -- | -- | -- | -- | -- | -- | -- | -- | -- | -- | -- | -- | -- | -- | -- |
| Luogo     | C | T | C | T | C | T | C | T | C | T  | C  | T  | C  | C  | T  | C  | T  | T  | C  | T  | C  | T  | C  | T  | C  | T  | C  | T  | C  | T  | T  | C  | T  | C  |
| Risultato | V | N | V | V | N | V | V | N | V | P  | N  | V  | V  | V  | P  | V  | N  | N  | V  | V  | N  | P  | V  | V  | N  | P  | V  | V  | V  | N  | V  | V  | V  | V  |
| Posizione | 1 | 1 | 1 | 1 | 2 | 1 | 1 | 1 | 1 | 1  | 1  | 1  | 1  | 1  | 2  | 1  | 2  | 2  | 2  | 1  | 2  | 3  | 2  | 2  | 2  | 2  | 2  | 2  | 2  | 2  | 2  | 2  | 2  | 1  |

Legenda:

Luogo: C = Casa; T = Trasferta. Risultato: V = Vittoria; N = Pareggio; P = Sconfitta.

### Statistiche dei giocatori
Nel conteggio delle reti realizzate si aggiungano due autoreti a favore in campionato e un'autorete a favore in Champions League.
| Giocatore      | Serie A  | Serie A | Serie A     | Serie A    | Coppa Italia | Coppa Italia | Coppa Italia | Coppa Italia | Champions League | Champions League | Champions League | Champions League | Supercoppa UEFA | Supercoppa UEFA | Supercoppa UEFA | Supercoppa UEFA | Totale   | Totale | Totale      | Totale     |
| Giocatore      | Presenze | Reti    | Ammonizioni | Espulsioni | Presenze     | Reti         | Ammonizioni  | Espulsioni   | Presenze         | Reti             | Ammonizioni      | Espulsioni       | Presenze        | Reti            | Ammonizioni     | Espulsioni      | Presenze | Reti   | Ammonizioni | Espulsioni |
| -------------- | -------- | ------- | ----------- | ---------- | ------------ | ------------ | ------------ | ------------ | ---------------- | ---------------- | ---------------- | ---------------- | --------------- | --------------- | --------------- | --------------- | -------- | ------ | ----------- | ---------- |
| M. Almeyda     | 19       | 1       | 8           | 0          | 2            | 0            | 1            | 0            | 8                | 0                | 4                | 0                | 1               | 0               | 0               | 0               | 30       | 1      | 13          | 0          |
| K. Andersson   | 2        | 0       | 0           | 0          | 0            | 0            | 0            | 0            | 0                | 0                | 0                | 0                | 0               | 0               | 0               | 0               | 2        | 0      | 0           | 0          |
| M. Ballotta    | 9        | -6      | 1           | 0          | 8            | -9           | 0            | 0            | 4                | -6               | 0                | 0                | 0               | 0               | 0               | 0               | 21       | -21    | 1           | 0          |
| A. Bokšić      | 19       | 4       | 0           | 0          | 4            | 3            | 0            | 0            | 10               | 1                | 0                | 0                | 0               | 0               | 0               | 0               | 33       | 8      | 0           | 0          |
| S. Conceição   | 30       | 2       | 1           | 0          | 4            | 0            | 0            | 0            | 9                | 2                | 1                | 0                | 0               | 0               | 0               | 0               | 43       | 4      | 2           | 0          |
| E. Conti       | 0        | 0       | 0           | 0          | 1            | 0            | 0            | 0            | 0                | 0                | 0                | 0                | 0               | 0               | 0               | 0               | 1        | 0      | 0           | 0          |
| F. Couto       | 14       | 0       | 4           | 0          | 5            | 0            | 1            | 0            | 7                | 0                | 1                | 1                | 0               | 0               | 0               | 0               | 26       | 0      | 6           | 1          |
| G. Favalli     | 18       | 0       | 5           | 0          | 2            | 0            | 0            | 0            | 5                | 0                | 0                | 0                | 0               | 0               | 0               | 0               | 25       | 0      | 5           | 0          |
| G. Gottardi    | 5        | 0       | 0           | 0          | 7            | 0            | 1            | 0            | 7                | 0                | 0                | 0                | 0               | 0               | 0               | 0               | 19       | 0      | 1           | 0          |
| S. Inzaghi     | 22       | 7       | 4           | 1          | 6            | 3            | 2            | 0            | 11               | 9                | 1                | 0                | 1               | 0               | 0               | 0               | 40       | 19     | 7           | 1          |
| A. Lombardo    | 10       | 1       | 0           | 0          | 6            | 0            | 0            | 0            | 5                | 0                | 1                | 0                | 1               | 0               | 0               | 0               | 22       | 1      | 1           | 0          |
| R. Mancini     | 20       | 0       | 2           | 0          | 7            | 3            | 0            | 0            | 9                | 0                | 0                | 0                | 1               | 0               | 0               | 0               | 37       | 3      | 2           | 0          |
| L. Marchegiani | 28       | -27     | 2           | 0          | 0            | 0            | 0            | 0            | 10               | -6               | 1                | 0                | 1               | 0               | 0               | 0               | 39       | -33    | 3           | 0          |
| D. Marcolin    | 0        | 0       | 0           | 0          | 5            | 0            | 0            | 0            | 2                | 0                | 0                | 0                | 0               | 0               | 0               | 0               | 7        | 0      | 0           | 0          |
| S. Mihajlović  | 26       | 6       | 4           | 1          | 7            | 4            | 0            | 0            | 12               | 3                | 3                | 0                | 1               | 0               | 0               | 0               | 46       | 13     | 7           | 1          |
| L. Mondini     | 0        | 0       | 0           | 0          | 0            | 0            | 0            | 0            | 0                | 0                | 0                | 0                | 0               | 0               | 0               | 0               | 0        | 0      | 0           | 0          |
| P. Nedvěd      | 28       | 5       | 4           | 1          | 6            | 1            | 1            | 0            | 12               | 1                | 1                | 0                | 1               | 0               | 0               | 0               | 47       | 7      | 6           | 1          |
| P. Negro       | 26       | 2       | 0           | 0          | 5            | 0            | 0            | 0            | 10               | 1                | 1                | 0                | 1               | 0               | 0               | 0               | 42       | 3      | 1           | 0          |
| A. Nesta       | 28       | 0       | 4           | 0          | 3            | 0            | 0            | 0            | 9                | 0                | 2                | 0                | 1               | 0               | 0               | 0               | 41       | 0      | 6           | 0          |
| G. Pancaro     | 28       | 3       | 2           | 0          | 5            | 0            | 2            | 0            | 11               | 0                | 3                | 0                | 1               | 0               | 0               | 0               | 45       | 3      | 7           | 0          |
| G. Pinzi       | 0        | 0       | 0           | 0          | 3            | 0            | 0            | 0            | 1                | 0                | 0                | 0                | 0               | 0               | 0               | 0               | 4        | 0      | 0           | 0          |
| M. Pisano      | 0        | 0       | 0           | 0          | 1            | 0            | 0            | 0            | 0                | 0                | 0                | 0                | 0               | 0               | 0               | 0               | 1        | 0      | 0           | 0          |
| F. Ravanelli   | 16       | 2       | 2           | 0          | 5            | 2            | 1            | 1            | 0                | 0                | 0                | 0                | 0               | 0               | 0               | 0               | 21       | 4      | 3           | 1          |
| M. Salas       | 28       | 12      | 5           | 0          | 3            | 0            | 0            | 0            | 10               | 4                | 0                | 0                | 1               | 1               | 0               | 0               | 42       | 17     | 5           | 0          |
| N. Sensini     | 23       | 1       | 4           | 0          | 2            | 0            | 0            | 0            | 7                | 0                | 1                | 0                | 0               | 0               | 0               | 0               | 32       | 1      | 5           | 0          |
| D. Simeone     | 28       | 5       | 5           | 0          | 7            | 2            | 2            | 0            | 11               | 0                | 1                | 0                | 1               | 0               | 0               | 0               | 47       | 7      | 8           | 0          |
| D. Stanković   | 16       | 3       | 3           | 0          | 4            | 0            | 0            | 0            | 11               | 2                | 4                | 0                | 1               | 0               | 0               | 0               | 32       | 5      | 7           | 0          |
| J. S. Verón    | 31       | 8       | 5           | 0          | 4            | 0            | 0            | 0            | 11               | 2                | 2                | 0                | 1               | 0               | 1               | 0               | 47       | 10     | 8           | 0          |